# Laili
Laili es una cueva de piedra caliza situada cerca de la ciudad de Laleia, distrito de Manatuto, Timor Oriental. Los hallazgos arqueológicos en Laili proporcionan pruebas de que la cueva fue ocupada por humanos modernos hace 44.600 años, lo que la convierte en el segundo asentamiento de este tipo más antiguo conocido en Wallacea, aparte de Madjedbebe, en el norte de Australia continental.: 58 
La antigüedad de los hallazgos realizados en Laili corrobora la teoría de que los humanos se extendieron desde Asia hasta Australia por la ruta meridional, a través de Java y las Islas menores de la Sonda.
En la actualidad, la cueva se encuentra a una altitud de 86 m.
Hace 44.600 años, durante la colonización inicial, el nivel del mar era 63 m inferior al actual. Durante el Último máximo glacial, hace unos 20.000 años, el nivel del mar era 130 m inferior al actual. La inclinación de la costa cerca de Laili significa que la distancia desde la cueva hasta la orilla ha permanecido relativamente inalterada a lo largo del tiempo, de 5 km durante el pico de la era glaciar a 4,3 km en la actualidad.

## Ocupación
Los hallazgos de la cueva proporcionan pruebas de una ocupación que abarca desde 44.600 hasta 11.200 años antes del presente. El uso de la cueva aumentó hacia el final del Último máximo glacial, hace 15.000 años, lo que sugiere un aumento espectacular de la población a medida que subía el nivel del mar.

## Hallazgos

### Restos de animales
En Laili se encontraron restos de murciélagos frugívoros, roedores, aves, peces y tortugas. No todos pueden atribuirse a la caza humana. Por ejemplo, la presencia de múridos (pequeños roedores) fue relativamente constante durante la ocupación de la cueva, lo que sugiere que los humanos tuvieron poco impacto sobre los ellos.
Como no hay pruebas de pesca por parte de los búhos presentes en Timor en aquella época, los restos de peces (pez loro y anguila de agua dulce) pueden atribuirse al consumo humano. Sin embargo, al contrario que en la Cueva de Jerimalai, se cree que estos peces fueron capturados con trampas o lanzas, y no con anzuelos.
Aunque se encontraron abundantes restos de aves, se cree que la mayoría fueron depositados por depredadores aviares. Sin embargo, las aves de mayor tamaño, como patos y palomas imperiales, probablemente fueron cazadas por humanos.
A pesar de estar cerca del mar, pocos restos de fauna encontrados son marinos. En ese sentido, Laili es similar a cuevas del interior como Uai Bobo y Matja Kuru.
Las aves y los murciélagos frugívoros sugieren que el entorno local estaba cubierto de bosques durante el Pleistoceno.

### Herramientas
En Laili se hallaron un elevado número de artefactos de piedra, lo que sugiere que las herramientas utilizadas por los ocupantes de la cueva se fabricaban principalmente a partir de la reducción de piedras. Esto contrasta con la  cueva de Jerimalai, donde se encontraron herramientas y joyas hechas de conchas marinas.

## Migración al continente australiano
Los hallazgos de la cueva de Laili demuestran que Timor fue colonizado hace al menos 44.600 años. Sin embargo, los hallazgos más antiguos en el norte de Australia datan de hace más de 50.000 años.

Es posible que algunos hallazgos de Laili sean más antiguos, pero su antigüedad no ha podido determinarse mediante datación por radiocarbono. La datación por termoluminiscencia, que se utilizó para datar los yacimientos más antiguos del norte de Australia, podría arrojar resultados anteriores.